# 柴橋頼綱
柴橋 頼綱（しばはし よりつな）は、安土桃山時代の武将。寒河江氏の執政。柴橋楯主。

## 生涯

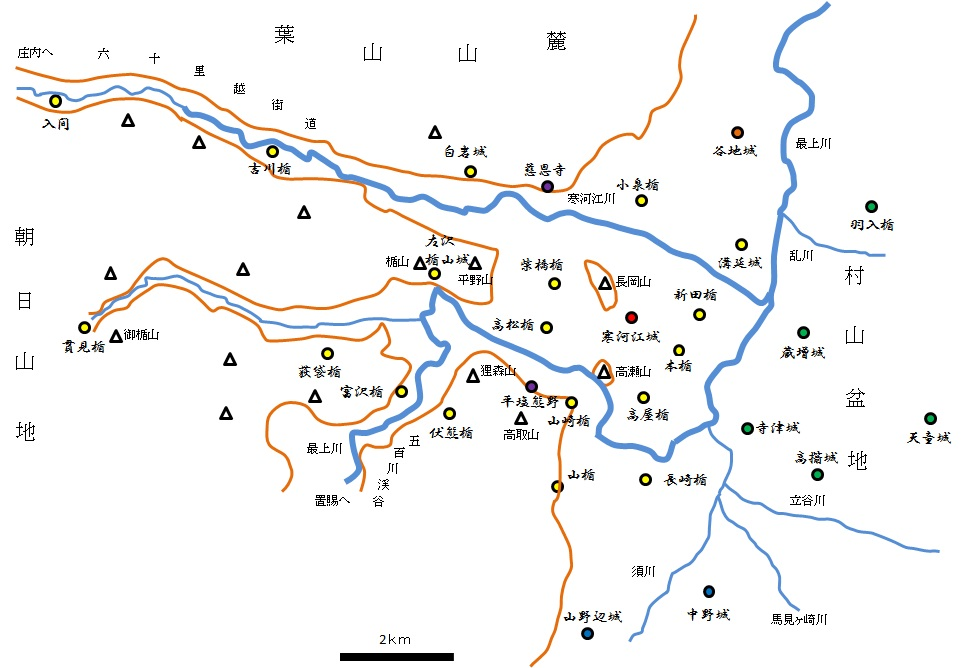
寒河江城、谷地城、中野城など

弘治4年（1558年）、出羽吉川氏・吉川元綱の三男として誕生。柴橋氏の養子となり橋間勘十郎を名乗った。
寒河江氏17代当主・寒河江兼広の執政となり、兼広の死後男子がなかったことから、兼広の娘と長兄である寒河江高基の縁談を仲介し、高基は寒河江氏18代を継いだ。しかし、寒河江兼広と最上義光の間には義光の子・義康を婿として寒河江氏を継がせる約束があったことから、両家の間には確執が起こった。
天正12年（1584年）6月7日、最上義光が寒河江荘北方を領する白鳥長久を誘殺し間髪を入れず3千の兵で白鳥氏の本拠谷地城に攻め込んだ。寒河江から頼綱も救援に駆けつけ、白鳥氏との連合軍2千の兵で当たるものの破られ、数日のうちに谷地城は落城してしまう。時を置かず、義光が寒河江城攻撃の態勢を整え押し寄せると、頼綱は白鳥氏旧臣を糾合して最上川を越えて最上氏の陣に攻め込み、須川を越えて中野の出城（中野城）まで到達した。義光は策を巡らせ、偽りの退却と鉄砲隊の伏兵によって頼綱は打ち取られた。
頼綱が打ち取られた翌日最上氏が寒河江に討ち入ると、寒河江氏家来衆は態勢を立て直す余裕もなく最上氏に下り、当主・寒河江高基は貫見楯（西村山郡大江町貫見）に逃れたものの6月28日御楯山で自害し果てた。また、次兄・吉川隆広も貫見楯で自害している。同族の白岩氏、譜代の長崎中山氏は最上氏に仕えた。
広谷家に柴橋頼綱の使用したとされる槍が伝わる。穂先4尺4寸（約1ｍ33ｃｍ）、柄6尺6寸（約2ｍ）、総長1丈1尺（約3.3ｍ）。

## 逸話

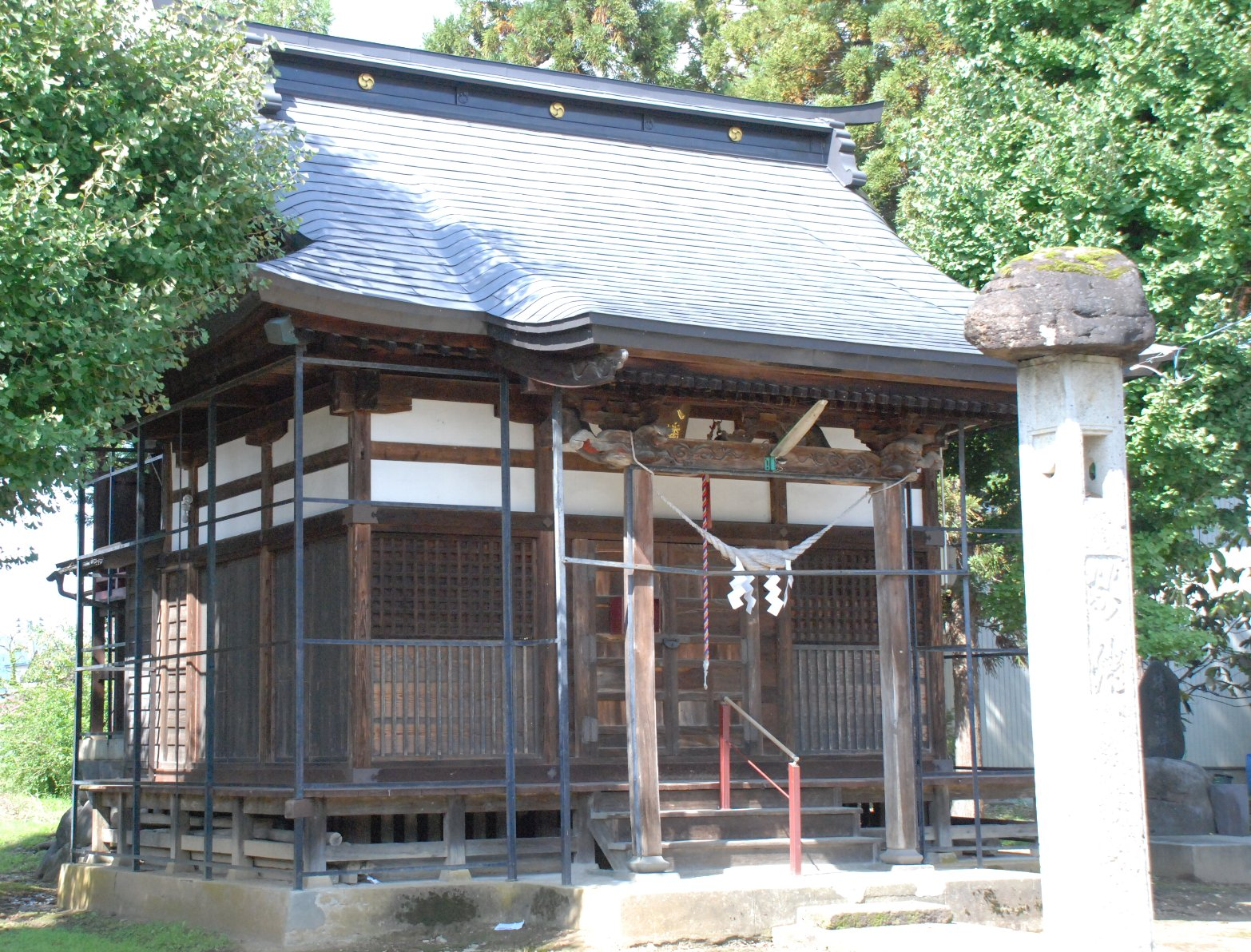
達磨寺の八幡神社

- 寒河江市島の高瀬山には最上氏との戦いでの前線基地として要塞が普請されたという[1]。
- 東村山郡中山町達磨寺の八幡神社は、戦死した橋間勘十郎の兜の八幡菩薩を鎮座したのに始まるという[4]。
- 頼綱の部下古城四郎右衛門は、最上義光との戦いに大江家に伝わる観音像を背負い挑んだが、右手を負傷し落ち延びた。右手を確認してみると負傷しておらず、観音像の右手が欠けていたという。頼綱の菩提が舟橋地蔵尊で弔われるとこの観音像も合祀され現存する[5]。
- 寒河江市皿沼には、鉄砲で傷を負い敗れた勘十郎が落命した場所として塚があった。古城四郎右衛門の子孫平右衛門が江戸時代に築造したもので、現在は石碑が建つ。
- 柴橋楯跡の柴橋頼綱の墓所と伝えられる塚からは、成人男性の頭骨が出土している。
- 『最上出羽守義光物語』では最上義光が柴橋頼綱を打ち取った後、以下の評をしている。

## 関連作品
- 天野純希『北天に楽土あり　最上義光伝』徳間書店、2015